# ウェストフレテレン
ウェストフレテレン (Westvleteren) は、ベルギーのシント・シクスタス修道院で醸造されるトラピストビールの銘柄である。

## 概要
ウェストフレテレンを醸造するシント・シクスタス (Sint Sixtus) 修道院は
ベルギーのフランデレン地域ウェスト＝フランデレン州のポペリンゲの町近くに位置する、
カトリック厳律シトー会の修道院である。
ポペリンゲの町はベルギー中でも良質なホップの産地として知られ、ウェストフレテレンもまたこのホップを使用して醸造されている。
シクスタス修道院はトラピストビールの商業的な販売には消極的で、
「訪れた人にできるだけ買う機会を与える」をモットーとして、
トラピストビール醸造所の中で唯一、業者への卸販売を行っていない。
また醸造量も少なく、年間475キロリットルしか生産していない。
ビールの販売は不定期で、院の前に小さい看板を出して販売を告知する。
販売を開始したと話を聞きつけた購入者が車で来院するため、周辺では順番待ちの行列が出来る。
販売はドライブスルー形式で「車1台につき1ケース」（1ケース24本）までと厳しく制限されている。
車のナンバーを控えられるため、同じ車で並び直しても当日に再購入することは出来ない。
僧院にある販売所では随時購入できるが
「Niet verder verkopen（転売しないこと）」と印刷された紙を手渡される。
銘柄の1つ、アブト12が、
二つの国際的なビールのランクサイトで1位にランク付けされ注目度が高まったこともあり、
生産量を増やすべきとの要求が高まったものの、
修道院側は地元の新聞社のインタビューに対し、生産量を増やすことは全く考えていないと答えている。
前述の通り、業者に卸していないため、市場で流通している品は、特別な場合を除き非正規品である。
（修道院の修繕費用にあてるなどの理由で、限定数が市場に販売されることもまれにある。）

ベルギー市内でさえもプレミア価格で販売されている場合もある。
これら市場に出回っている非正規品の中には、
物珍しさを優先した仲介者や業者のぞんざいな扱いで状態が悪くなったものも見られる。

## 歴史
1831年にフランスから来た修道士たちによって設立され、1838年からビールの醸造を開始する。
二つの世界大戦を通じて略奪にもあわず直接的な戦火にさらされなかった唯一のトラピストビール醸造所であるが、
第二次世界大戦での間接的な被害は大きかった。
1946年、復興を目的として、近くのワトゥー村のセント・ベルナルデュス醸造所と委託契約を結んだ。
修道院の醸造所では院内での飲用分を製造し、商用分の生産はセント・ベルナルデュスがライセンス生産することになった。
セント・ベルナルデュス醸造所の製造品は「シント・シクスタス」と名が付けられ、1992年までライセンス契約は行われた。
それにさかのぼる1989年にシクスタス修道院は醸造設備を一新している。

## 種類

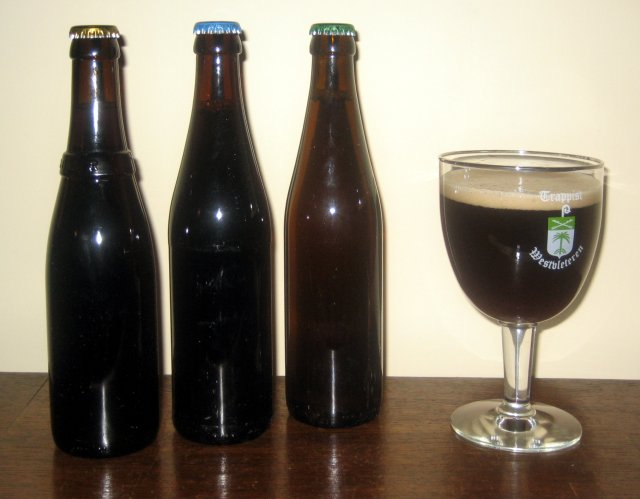
ウェストフレテレンのボトルとグラスに注がれたアブト12

現在は3種類が生産されている。いずれもラベルはなく王冠に情報を記載している。
そのため瓶にはトラピストのマークが無く出荷用の木箱に押印されている。
ブロンド (Westvleteren Blond)
アルコール度5.8%。王冠は緑。液色は金色。柑橘類に似た香りと苦みをもつ。
エクストラ8 (Westvleteren Extra8)
アルコール度8%。王冠は青色。液色は黒褐色。ビターで甘みもありバランスが良い。黒ビールに似ていると評する人もいる。
アブト12 (Westvleteren Abt12)
アルコール度10.2%。王冠は黄色。液色は濃黒褐色で、泡も茶色がかっている。コーヒーやチョコレートにも似た苦みと甘く重いコクのあるボディをしている。
以前は院内の飲用に6.2%のスペシャル6（赤の王冠）と、院内での飲用ダブル（緑の王冠）があったが、ブロンドに統合された。